# Sympycnidelphus californicus
Sympycnidelphus californicus är en tvåvingeart som beskrevs av Harmston 1968. Sympycnidelphus californicus ingår i släktet Sympycnidelphus och familjen styltflugor.
Artens utbredningsområde är Kalifornien. Inga underarter finns listade i Catalogue of Life.